# Henicopernis
Genre
Henicopernis est un genre d'oiseaux de la famille des Accipitridae.

## Liste d'espèces
D'après la classification de référence (version 14.1, 2024) de l'Union internationale des ornithologues, il y a 2 espèces du genre Henicopernis (ordre philogénique) :
- Henicopernis longicauda (Lesson, RP & Garnot, 1828) – Bondrée à longue queue ;
- Henicopernis infuscatus Gurney, JH Sr, 1882 – Bondrée noire.